# 天主教帕爾馬斯-貝爾德朗教區
天主教帕爾馬斯-貝爾德朗教區（拉丁語：Dioecesis Palmensis-Beltranensis）是巴西一個羅馬天主教教區，屬卡斯卡韋爾總教區。
1926年12月9日設立自治監督區，1958年1月14日升為教區。1987年1月7日易名至今。
教區範圍包括巴拉那州西南部。2004年有教友490,787人（佔轄區總人口88.0%）、四十三個堂區、七十八名司鐸。現任教區主教為若瑟·安多尼·佩魯佐。